# Tati part-time
Tati part-time este un film de comedie românesc, marca Vidra Productions, ce îi are protagoniști pe Alex Bogdan și Eva Măruță. Scenariul a fost scris de Matei Dima (Bromania), împreună cu Letiția Roșculeț. Filmul reprezintă debutul regizoral al Letiției Roșculeț.
Pelicula a fost lansată pe 2 ianuarie 2024 și a fost numărul 1 în Box Office-ul românesc timp de patru săptămâni consecutiv. Acesta a fost văzut, în total, de 408.000 de oameni în cinema, iar de la 1 mai 2024 rulează și pe Netflix. 

## Subiect
Iustin (Alex Bogdan) este avocat, însă visul lui carieristic pentru care a facut aproape orice compromis necesar este pus în pericol odată cu apariția Mayei (Eva Măruță), fina lui de 8 ani, de care află intempestiv că trebuie sa aibă grijă, deși nu se pricepe deloc cu copiii. Viața lui Iustin este dată peste cap, însa nici Maya nu este încântată de noul ei „tati part-time”. Va face față Iustin la acest nou tip de parenting gentil de care nu are idee cu ce se mănâncă?

## Distribuție
- Alex Bogdan - Iustin
- Eva Măruță - Maya
- Raluca Aprodu -Directoara Sânziana
- Ioan Cortea - Călin
- Mihaela Teleoaca - Mama Iustin
- Doina Teodoru - Amalia
- Tourialay Akbari - Livrator
- Mircea Dragoman - Client Tomescu
- Alexandru Ion - Vlad
- Stefan Floroaca
- Alexandru Mart
- George Ivașcu -  Dl. Pârvulescu
- Ela Crăciun
- Luca Postelnicu
- Ioana Picos - mama
- Constantin Bojog

## Echipa
Regia filmului este realizată de Letiția Roșculeț iar scenariul a fost scris de Matei Dima și Letiția Roșculeț. Producătorii filmului sunt Matei Dima și Alexandra Hash cu Cătălin Măruță co-producător.

## Reacții
Filmul a primit ratingul 6.4 pe IMDB.  Irina Margareta Nistor o consideră „o comedie cu gust de turtă dulce!” -

### Box Office
În primul weekend de la lansare filmul a fost numărul unu în Box Office-ul românesc, cu 144.754 de spectatori. Până la ieșirea din cinema, filmul a fost văzut de peste 408.000 de oameni. De la 1 mai 2024 filmul poate fi vizionat pe Netflix.